# Barysaw

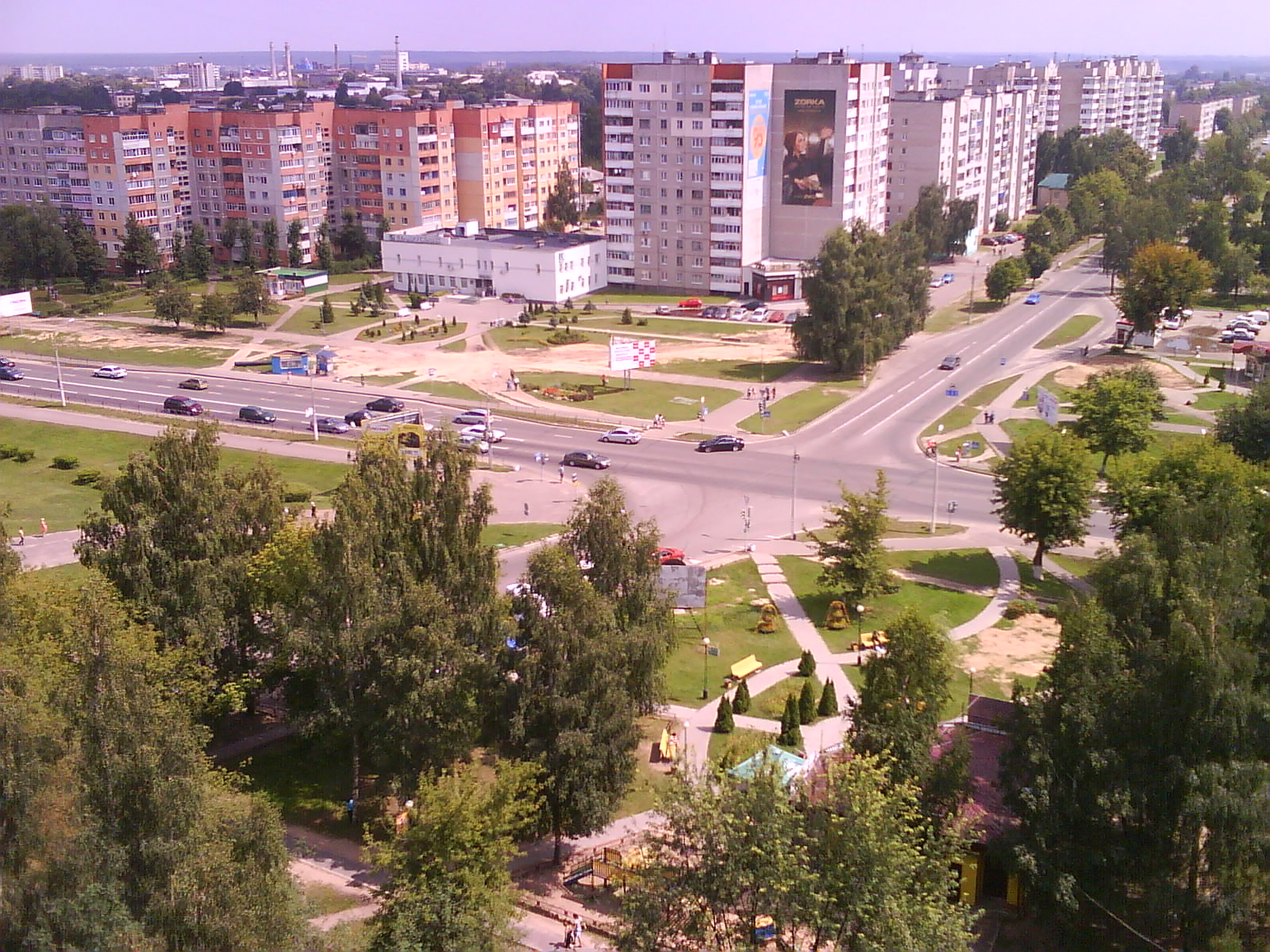
Barysaw (2013)

Barysaw (tiếng Belarus: Барысаў [barɨsau̯]; tiếng Nga: Борисов, Borisov; Ba Lan: Borysów) (dân số 150.700 người vào năm 1999), cũng phiên âm Barysau, là một thành phố ở Belarus nằm gần sông Berezina ở Voblast Minsk.

## Lịch sử
Barysaw lần đầu tiên được đề cập trong Laurentian Codex được thành lập (với tên Borisov) vào năm 1102 bởi hoàng tử Boris Vseslavovich Polotsk. Trong vài thế kỷ tiếp theo của nó đã bị đốt cháy và sau đó xây dựng lại một chút về phía nam của vị trí ban đầu của nó.
Vào cuối thế kỷ thứ mười ba, nó đã trở thành một phần của Lãnh địa đại công tước Litva. Năm 1569 (sau khi Liên minh Lublin) trở thành một phần của Khối thịnh vượng chung Ba Lan-Litva, và sau đó trở thành một phần của Đế chế Nga vào năm 1793 như là một kết quả của phân vùng thứ hai của Ba Lan).
Ngày 22 tháng 1 năm 1796, huy hiệu của thị trấn đã được chọn (Nghị định # 17435) bởi Stanislaw August, các một nửa đầu có chứa các lông vũ khí của Minsk, trong khi nửa dưới có hai tháp cách điệu trên một nền bạc với một đoạn giữa họ và Thánh Peter trên các tháp giữ một chìa khóa trong tay. Tại thời điểm đó, Borisow là một thị trấn.
Năm 1812 quân đội của Napoleon đã bị đánh bại trong khi vượt qua sông Berezina, với một số hoạt động đang diễn ra tại Hospital Heights gần đó. Một khẩu đại bác từ thời Napoleon được giữ gần bảo tàng thành phố.
Trong năm 1871, tuyến đường sắt giữa Brest và Moscow đã thông qua gần Barysaw, và một nhà ga đã được xây dựng ở đó. Năm 1900, khu vực xung quanh nhà ga được sáp nhập Barysaw. Trong tháng 11 năm 1917, khu vực đã trở thành một phần của Liên Xô nhưng bị chiếm đóng của Đức và Ba Lan từ năm 1918 tới năm 1920 sau khi Cộng hòa Xô viết Belarus xã hội chủ nghĩa được thành lập.
Trong Thế chiến II, Barysaw đã được chiếm đóng của Đức Quốc xã Đức từ ngày 02 tháng 7 năm 1941, ngày 1 tháng 7 năm 1944, và nhất của thành phố đã bị phá hủy. Hơn 33.000 người đã thiệt mạng trong các trại tử thần đã được xây dựng xung quanh thành phố.